# Hans-Jürgen Riediger
Hans-Jürgen Riediger (* 20. prosince 1955, Finsterwalde) je bývalý východoněmecký fotbalista, útočník, reprezentant Východního Německa (NDR).

## Fotbalová kariéra
Ve východoněmecké oberlize hrál za Berliner FC Dynamo, nastoupil ve 193 ligových utkáních a dal 105 gólů. S Berliner FC Dynamo získal v letech 1979-1984 šest mistrovských titulů. V Poháru mistrů evropských zemí nastoupil v 11 utkáních a dal 5 gólů a v Poháru UEFA nastoupil ve 4 utkáních a dal 4 góly. Za reprezentaci Východního Německa (NDR) nastoupil v letech 1975-1982 ve 41 utkáních a dal 6 gólů. V roce 1976 byl členem vítězného týmu za LOH 1976 v Montréalu, nastoupil ve 3 utkáních a dal 1 gól.

## Ligová bilance
| Ročník          | Zápasy | Góly | Klub               |
| --------------- | ------ | ---- | ------------------ |
| I. liga 1972/73 | 2      | 2    | Berliner FC Dynamo |
| I. liga 1973/74 | 12     | 1    | Berliner FC Dynamo |
| I. liga 1974/75 | 24     | 5    | Berliner FC Dynamo |
| I. liga 1975/76 | 25     | 18   | Berliner FC Dynamo |
| I. liga 1976/77 | 14     | 5    | Berliner FC Dynamo |
| I. liga 1977/78 | 26     | 10   | Berliner FC Dynamo |
| I. liga 1978/79 | 24     | 20   | Berliner FC Dynamo |
| I. liga 1979/80 | 20     | 13   | Berliner FC Dynamo |
| I. liga 1980/81 | 13     | 5    | Berliner FC Dynamo |
| I. liga 1981/82 | 18     | 10   | Berliner FC Dynamo |
| I. liga 1982/83 | 15     | 16   | Berliner FC Dynamo |
| CELKEM I. liga  | 193    | 105  |                    |